# Dasylobus graniferus
Dasylobus graniferus is een hooiwagen uit de familie echte hooiwagens (Phalangiidae).